# Eternamente Pagu
Eternamente Pagu es una película brasileña de 1988, el primer trabajo como directora de Norma Benguell, biopic de la escritora y periodista Pagu. Fue protagonizada por Carla Camurati y producida por Embrafilme, Flai Cinematográfica, Maksoud Plaza y Sky Light y con distribución de Embrafilme y Riofilme.

## Sinopsis
La película narra la historia de Pagu, activista política, literaria y artística adelantada a su tiempo que escandalizó a la sociedad burguesa brasileña de la primera mitad del siglo XX, desafiando las normas y estereotipos del género femenino. Se convirtió en musa de la poesía modernista, tuvo un romance con Oswald de Andrade, se afilió al Partido Comunista y estuvo a punto de ser deportada a la Alemania nazi. Tras un viaje al extranjero, regresó a Brasil, donde fue detenida y, al salir en libertad, rompió con el partido y se dedicó al teatro de vanguardia. Otras personalidades de la época, como Tarsila do Amaral y Oswald de Andrade, también son personajes de la película.

## Reconocimientos
La película recibió dos premios del Festival de Cine de Gramado 1988, el Kikito de Oro a la mejor actriz para Carla Camurati y el premio a Mejor Banda Sonora Adaptada, además de la nominación a mejor película.
En el Festival de Cine Rio-Cine ganó el Premio Sol de Ouro del Jurado Popular en las categorías de Mejor Fotografía y Actriz de Reparto, para Esther Góes. La actriz Carla Camurati fue reconocida como mejor actriz por su interpretación en el filme por el Festival de Cinema de Natal.

## Ficha técnica
- Dirección de fotografía: Antônio Luís Mendes.
- Banda sonora de Turíbio Santos y Roberto Gnatalli,
- Edición de sonido de Walter Goulart,
- Diseño de producción y dirección de arte: Alexandre Meyer.
- Diseño de vestuario: Carlos Prieto
- Montaje de Dominique Paris

## Reparto
- Carla Camurati. Patricia Galvao (Pagu)
- Nina de Padua .... Sidería
- Antonio Fagundes .... Oswaldo de Andrade
- Esther va .... Tarsila del Amaral
- Octavio Augusto .... Geraldo Ferraz
- Norma Benguell .... Elsie Houston
- Paulo Villaca .... Thiers Galvão de Francia (padre de Pagu)
- Antonio Pitanga .... Herculano
- Brenón Moroni .... Raul Bopp / Piolim el Payaso
- Kito Junqueira ... Waldemar Belisario
- Suzana Faini ... Adelia Rehder
- María Silvia ... Doña Arlete (directora del colegio)
- Béth Goulart ... El francés en el cine
- Marcelo Picchi ... Jean (actor francés)
- Carlos Gregorio ... Doctor de Pagu
- Eduardo Lago ... Olimpio Guillermo
- Ariel Coelho
- Milita Angola - Lia Navarro (canta el Himno de la Libertad de Maria Werneck)